# 羅賓·克諾赫
羅賓·克诺赫（德語：Robin Knoche）是德國的一位足球運動員，在場上司職後衛。他現在效力于德乙球隊纽伦堡。

## 外部連結
- fussballdaten.de：Robin Knoche之統計數據 （德文）